# Edmond Delfour
Maurice Edmond Delfour (Ris-Orangis, 1 november 1907 – Corte, 19 december 1990) was een Frans voetballer en voetbalcoach.
Delfour speelde als middenvelder en won in 1936 met RC Paris het Frans kampioenschap en de Franse beker. In 1940 werd hij ook met FC Rouen kampioen. Met het Frans voetbalelftal speelde hij op de wereldkampioenschappen voetbal in 1930, 1934 en 1938.
Aan het einde van zijn spelersloopbaan werd hij trainer. Hij werkte ook in België bij ARA La Gantoise (het huidige KAA Gent), Cercle Brugge en Union Saint-Gilloise. In 1953 was hij de coach van het team van Nederlandse profvoetballers tijdens de watersnoodwedstrijd. Delfour werkte ook in Tunesië en ging op Corsica wonen.